# Nemipterus nematopus
Nemipterus nematopus är en fiskart som först beskrevs av Bleeker, 1851.  Nemipterus nematopus ingår i släktet Nemipterus och familjen Nemipteridae. Inga underarter finns listade i Catalogue of Life.